# Argentinas Grand Prix 1957
Argentinas Grand Prix 1957 var det första av åtta lopp ingående i formel 1-VM 1957. 

## Resultat
- 1 Juan Manuel Fangio, Maserati, 8 poäng
- 2 Jean Behra, Maserati, 6
- 3 Carlos Menditéguy, Maserati, 4
- 4 Harry Schell, Scuderia Centro Sud (Maserati), 3
- 5 José Froilán González, Ferrari, 1
- = Alfonso de Portago, Ferrari, 1
- 6 Cesare Perdisa, Ferrari
- = Peter Collins, Ferrari
- = Wolfgang von Trips, Ferrari
- 7 Joakim Bonnier, Scuderia Centro Sud (Maserati)
- 8 Stirling Moss, Maserati, 1 poäng
- 9 Alejandro de Tomaso, Scuderia Centro Sud (Ferrari)
- 10 Luigi Piotti, Luigi Piotti (Maserati)

### Förare som bröt loppet
- Eugenio Castellotti, Ferrari (varv 75, hjul)
- Mike Hawthorn, Ferrari (35, koppling)
- Luigi Musso, Ferrari (31, koppling)
- Peter Collins, Ferrari[1](26, koppling)